# Petrine Agger
Petrine Agger (* 2. August 1962 in Gentofte) ist eine dänische Schauspielerin.

## Leben
Petrine Agger wurde 1962 als Tochter des Biologen Peder Agger und der Zahnärztin Mette Børrild in Gentofte geboren. Sie absolvierte ihre schauspielerische Ausbildung bis 1992 an der Odense Teaterskole. Danach stand sie in vielen dänischen Theatern auf der Bühne, so unter anderem im Aalborg Teater.
Ab 1997 übernahm Agger auch Rollen in verschiedenen Film- und Fernsehproduktionen. 1998 spielte sie in der Fernsehserie Morten Korch – Ved stillebækken die Rolle der Anna. Von 2010 bis 2013 stellte sie in der Polit-Serie Borgen – Gefährliche Seilschaften die Politikerin Pernille Madsen dar. Von 2014 bis 2015 war Agger in der Mystery-Serie Heartless als Miriam zu sehen.
Agger ist seit dem Jahr 2013 mit dem Schauspielkollegen Søren Malling verheiratet. Aus der Beziehung gingen zwei Töchter hervor, darunter die ebenfalls schauspielerisch tätige Tochter Viilbjørk Malling Agger (* 1997).

## Filmografie (Auswahl)
- 1997: Taxa (Fernsehserie, 1 Episode)
- 2000: Morten Korch – Ved stillebækken (Fernsehserie, 9 Episoden)
- 2000: Die Bank (Bænken)
- 2000: Hotellet (Fernsehserie, 1 Episode)
- 2002: Kleine Mißgeschicke (Små ulykker)
- 2002: Polle Fiction
- 2002: Humørkort-stativ-sælgerens søn
- 2002: Nenn mich einfach Axel (Kald mig bare Aksel)
- 2004: In deinen Händen (Forbrydelser)
- 2004: Forsvar (Fernsehserie, 1 Episode)
- 2005: Store planer!
- 2005: Krøniken (Fernsehserie, 2 Episoden)
- 2006: Anna Pihl – Auf Streife in Kopenhagen (Anna Pihl, Fernsehserie, 1 Episode)
- 2006: Fidibus
- 2007: Cecilie
- 2007: Kommissarin Lund – Das Verbrechen (Forbrydelsen, Fernsehserie, 4 Episoden)
- 2008: Album (Fernsehserie, 1 Episode)
- 2008: Deroute (Fernsehserie, 1 Episode)
- 2008: Sommer (Fernsehserie, 1 Episode)
- 2009: Klovn (Fernsehserie, 1 Episode)
- 2009: Anna (Kurzfilm)
- 2009: Se min kjole
- 2009: Winnie og Karina – The Movie
- 2009: 2900 Happiness (Fernsehserie, 2 Episoden)
- 2009: Store drømme (Fernsehserie, 1 Episode)
- 2010–2013: Borgen – Gefährliche Seilschaften (Fernsehserie, 11 Episoden)
- 2011: Carmen og Colombo (Fernsehserie, 1 Episode)
- 2011: Nordlicht – Mörder ohne Reue: Die Schatten der Vergangenheit (Den som dræber – Fortidens skygge)
- 2012: Rita (Fernsehserie, 1 Episode)
- 2012: Over Kanten
- 2012: You & Me Forever
- 2012: Jul i kommunen (Fernsehserie, 1 Episode)
- 2013: Valg i kommunen (Fernsehserie, 1 Episode)
- 2013: Det andet liv
- 2014: Banken: New Normal (Fernsehserie, 1 Episode)
- 2014–2015: Heartless (Fernsehserie, 8 Episoden)
- 2015: A War (Krigen)
- 2015: Die Brücke – Transit in den Tod (Broen, Fernsehserie, 1 Episode)
- 2016: De standhaftige
- 2016: Follow the Money (Bedrag, Fernsehserie, 1 Episode)
- 2016: Iqbal & superchippen
- 2017: Der Charmeur (Charmøren)
- 2017: Gud taler ud
- 2018: Så længe jeg lever
- 2018: The Rain (Fernsehserie, 1 Episode)
- 2018: Per im Glück (Lykke-Per)
- 2018: Die Wege des Herrn (Herrens Veje, Fernsehserie, 1 Episode)
- 2019: Lykke-Per (Miniserie)
- 2019: De frivillige
- 2019: Darkness – Schatten der Vergangenheit (Den som dræber – Fanget af mørket, Fernsehserie, 2 Episoden)
- 2019: Die Schwesternschule (Sygeplejeskolen, Fernsehserie, 1 Episode)
- 2020: Julefeber (Fernsehserie, 5 Episoden)
- 2020: Equinox (Fernsehserie, 2 Episoden)
- 2021: Min kamp (Miniserie, 2 Episoden)
- 2021: Der Kastanienmann (Kastanjemanden, Fernsehserie, 1 Episode)
- 2021: Kometernes jul (Fernsehserie, 1 Episode)
- 2022: Den store stilhed
- 2022: Nordland '99 (Fernsehserie, 7 Episoden)
- 2022–2023: Minkavlerne (Fernsehserie, 2 Episoden)
- 2022–2023: Carmen Curlers (Fernsehserie, 11 Episoden)
- 2024: Das Mädchen mit der Nadel (Pigen med nålen)
- 2024: Grundtvig (Miniserie, 3 Episoden)